# Guy Arsenault
Pour l’article ayant un titre homophone, voir Guy Arseneault.
Guy Arsenault est un poète et artiste visuel acadien né le 21 février 1954 à Moncton au Nouveau-Brunswick (Canada) et mort le 18 mars 2023 à Dieppe (Nouveau-Brunswick).

## Biographie
Guy Arsenault naît le 21 février 1954 à Moncton. Guy Arsenault étudie à l'école secondaire Vanier de sa ville natale, où il écrit, entre l'âge de 16 et 18 ans, son premier recueil de poésie, intitulé Acadie Rock. Son poème Nouvelle politique d'école, dans lequel il critique l'école et la société, est publié en 1972 dans un numéro de la Revue de l'Université de Moncton consacré à la poésie. Il est mis à la porte de son école, entre autres à cause de ce poème ; il ne terminera jamais ses études secondaires. Acadie Rock est publié en entier en 1973 par les Éditions d'Acadie.
Acadie Rock a un impact important dans la culture acadienne. Il est en fait le premier auteur à utiliser le chiac, alors condamné par l'élite acadienne. Les principaux poèmes font plusieurs pages. Jacques Prévert et les poètes américains sont les principales inspirations de Guy Arsenault.
Il connaît des problèmes de drogue et de dépression et est hospitalisé à plusieurs reprises avant d'être diagnostiqué schizophrène.
Il finit par publier Y'a toutes sortes de personnes en 1989 et Jackpot de la pleine lune en 1997, composés surtout de poème inédits écrits à la même époque que Acadie Rock. Il publie lui-même des plaquettes ronéotypées. Il ne dépassera jamais le niveau des poèmes d'Acadie Rock, dont les meilleurs sont Acadie expérience, Acadie Rock, Nouvelle politique d'école et Tableau de back yard. 
Il est aussi un peintre naïf exposant régulièrement et son travail a fait l'objet d'une rétrospective à la Galerie d'art Louise-et-Reuben-Cohen en 2018. Ses tableaux reprennent les thèmes et les formes liées à son adolescence, comme il l'a fait dans ses poèmes.
Sa mère est Laura Bourque Arsenault et elle a publié en 2001 ses mémoires, Brins de vie. Brins de poésie.

## Publications
- Acadie Rock, Éditions d'Acadie (1973), réédité en 1994, puis en 2013, Éditions Perce-Neige
- Miettes de poésie (1996), à compte d'auteur
- Un petit jouet (2000), à compte d'auteur
- Fractions d'idées (2001), à compte d'auteur
- Petit livre de poèmes et de proses (2010), à compte d'auteur
- Y'a toutes sortes de personnes (1988), Michel Henry éditeur
- Jackpot de la pleine lune (1997), Éditions Perce-Neige